# 森永健次郎
森永 健次郎（もりなが けんじろう、1909年（明治42年）8月23日 - 1994年（平成6年）2月11日）は、日本の映画監督である。

## 人物・来歴
1909年（明治42年）8月23日、佐賀県小城郡内の村（現在は多久市域）に生まれる。
1934年（昭和9年）に開所した日活多摩川撮影所に入社し、1936年（昭和11年）には首藤寿久監督の『日蝕は血に染む』に「監督」として名を連ねる。同作は満27歳を目前にした同年7月8日に公開された。1942年（昭和17年）1月、日活の製作部門が他社と合併して大映（大日本映画製作）を形成すると、翌1943年（昭和18年）には、朝鮮映画製作という会社で『昭和19年』という国策映画を監督する。
1945年（昭和20年）8月15日の第二次世界大戦終了後、1949年（昭和24年）には、日活多摩川撮影所の先輩監督である熊谷久虎、倉田文人、俳優ブローカーの星野和平らによる映画芸術研究所（藝研、芸研プロダクション）の設立に参加、俳優の佐分利信らとともに取締役に名を連ねた。同年5月9日公開の設立第2作『地獄の笛』を倉田文人（「クラタ・フミンド」名義）と共同で監督した。
1954年（昭和29年）、映画製作を再開した日活に復帰、同年7月27日公開の『学生心中』を監督する。以降、1970年（昭和45年）5月16日公開の『花の特攻隊 あゝ戦友よ』まで一貫して、同社の青春映画やプログラムピクチャーを監督し続ける。
晩年も東京都杉並区に在住した。1994年（平成6年）2月11日、死去した。満84歳没。

## フィルモグラフィ
特筆以外はすべて「監督」である。

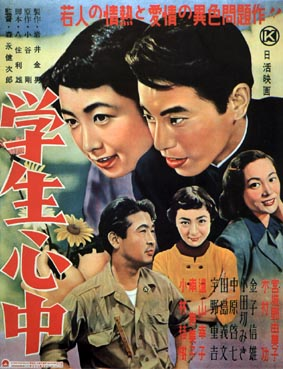
『学生心中』（1954年）

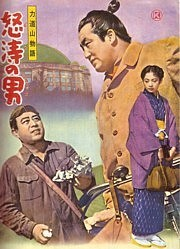
『力道山物語 怒濤の男』（1955年）

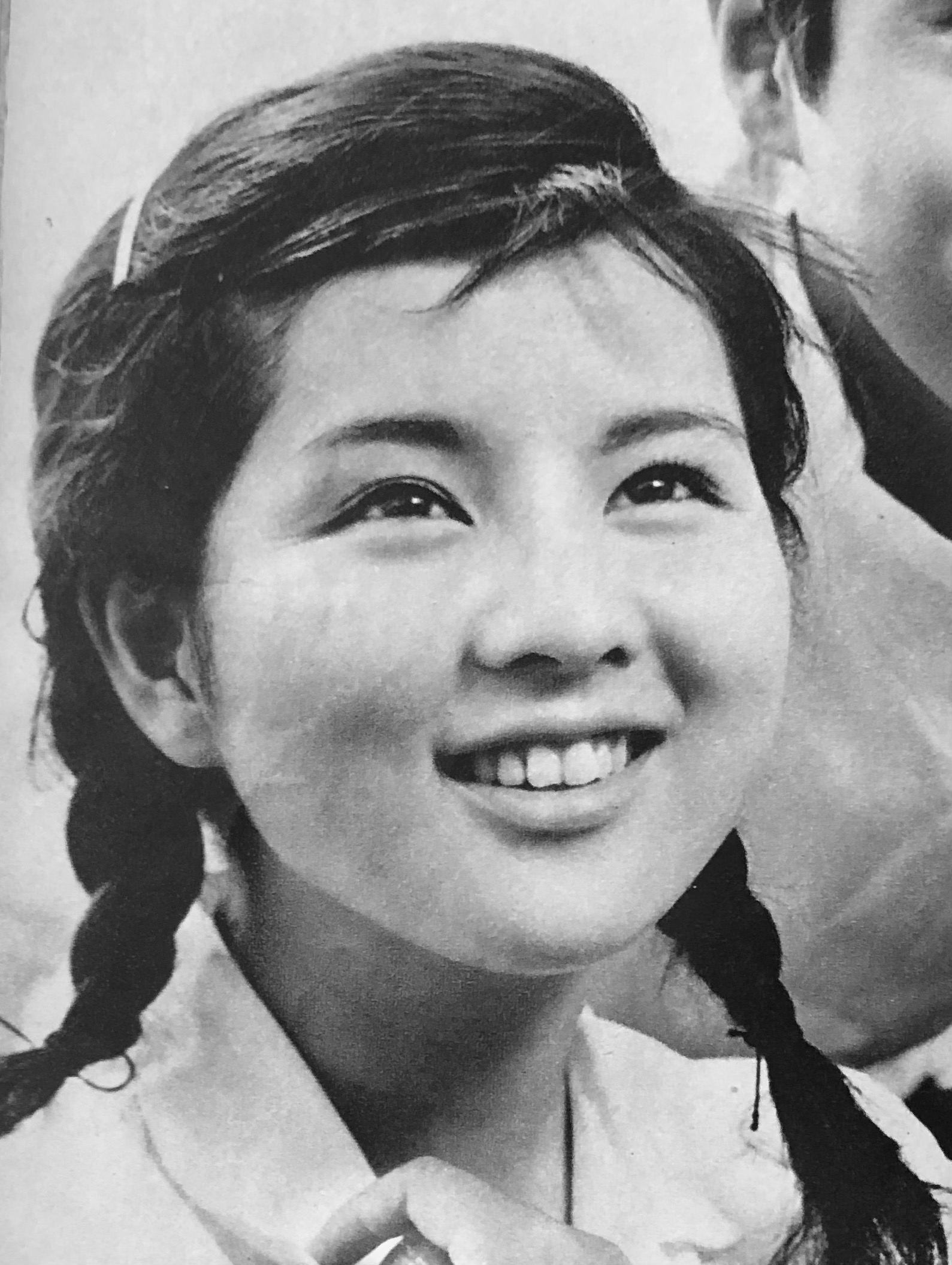
『美しい暦』（1963年）

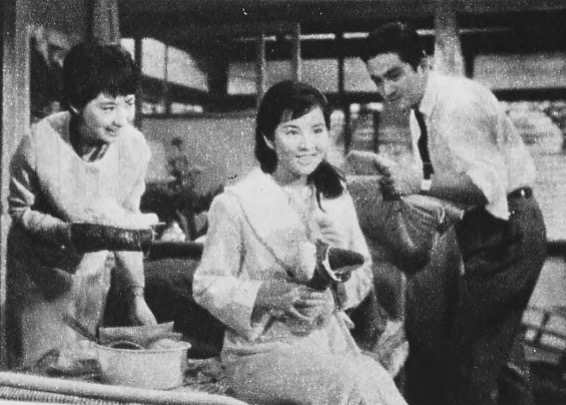
『真白き富士の嶺』（1963年）

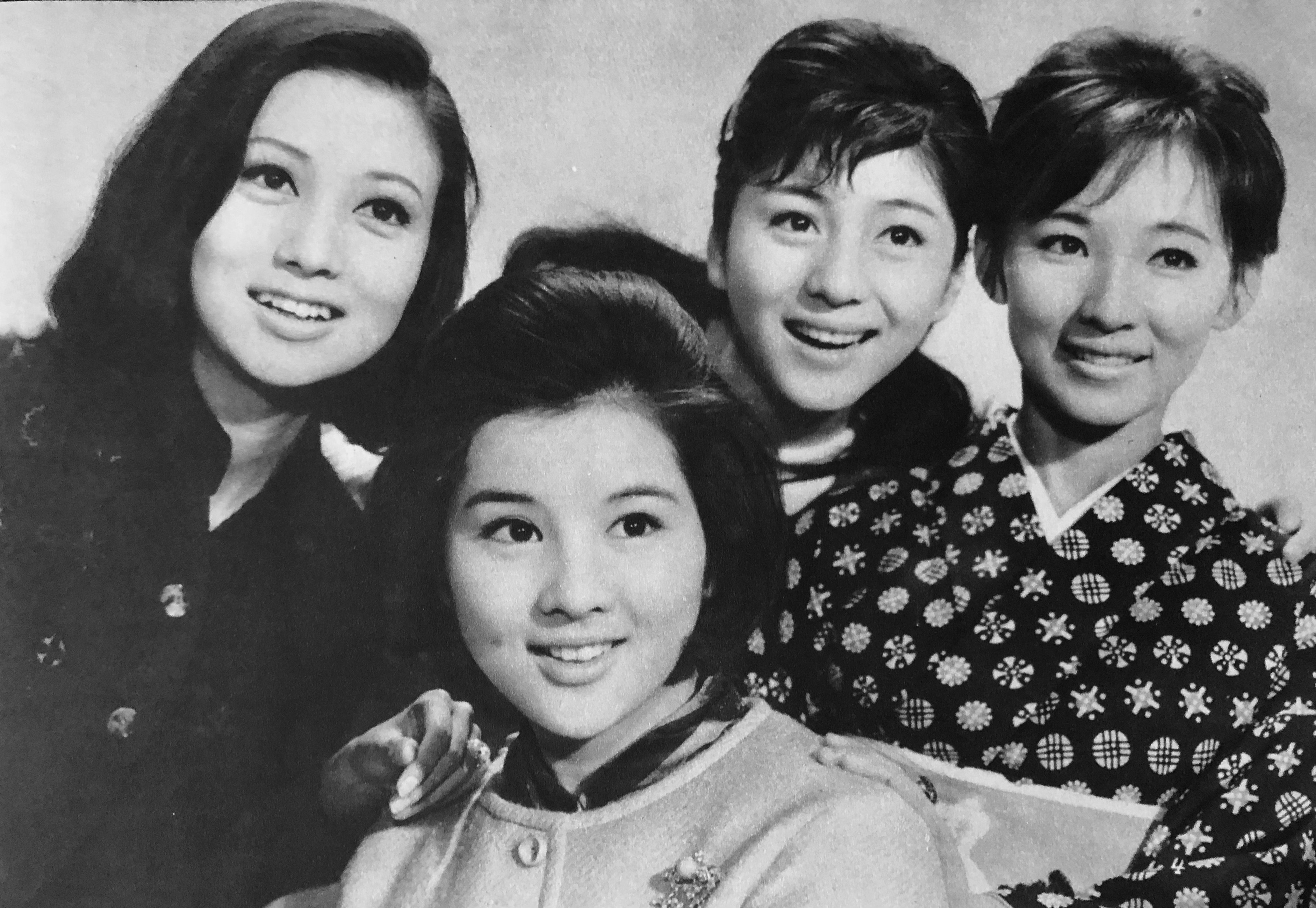
『若草物語』（1964年）

- 『日蝕は血に染む』 : 共同監督首藤寿久、製作日活多摩川撮影所、1936年7月8日公開 - 首藤と共同で監督
- 『お菊ちゃん』 : 製作日活多摩川撮影所、1938年3月8日公開
- 『路傍の石』 : 監督田坂具隆、製作日活多摩川撮影所/文部省、1938年8月31日公開 - 考証[1]
- 『空襲』 : 製作日活多摩川撮影所、1939年3月1日公開
- 『日曜日の戯れ』 : 製作日活多摩川撮影所、1939年4月27日公開
- 『キャラコさん』 : 製作日活多摩川撮影所、1939年9月28日公開
- 『父に祈る』 : 製作日活多摩川撮影所、1940年3月31日公開
- 『歓声を浴びて』 : 製作日活多摩川撮影所、1941年7月31日公開

- 『昭和19年』 : 製作朝鮮映画製作、短篇映画、1943年7月29日公開[1]
- 『転換工場』 : 製作朝日映画社、短篇映画、1944年4月27日公開[1]
- 『地獄の笛』 : 共同監督クラタ・フミンド、製作芸研プロダクション、1949年5月9日公開 - 倉田と共同で監督
- 『むぎめし学園』 : 製作東映東京撮影所、1953年5月7日公開
- 『セロ弾きのゴーシュ』 : 共同監督川尻泰司、製作三井芸術プロダクション、1953年8月8日公開 - 川尻と共同で監督
- 『学生心中』 : 製作日活、1954年7月27日公開
- 『花のゆくえ』 : 製作日活、1955年4月24日公開
- 『月がとっても青いから』 : 製作日活、1955年12月20日公開
- 『力道山物語 怒濤の男』 : 製作日活、1955年12月27日公開
- 『むすめ巡礼 流れの花』 : 製作日活、1956年7月31日公開
- 『若いお巡りさん』 : 製作日活、1956年11月14日公開
- 『若ノ花物語 土俵の鬼』 : 製作日活、1956年12月27日公開
- 『高校四年』 : 製作日活、1957年10月8日公開
- 『美しき不良少女』 : 製作日活、1958年3月5日公開
- 『あン時ゃどしゃ降り』 : 製作日活、1958年6月29日公開
- 『海女の岩礁』 : 製作日活、1958年8月5日公開
- 『男のブルース』 : 製作日活、1958年9月15日公開
- 『別れの燈台』 : 製作日活、1958年10月22日公開
- 『夜霧に消えたチャコ』 : 製作日活、1959年5月12日公開
- 『汚れた顔』 : 製作日活、1959年7月28日公開

- 『美しき別れの歌』 : 製作日活、1960年5月1日公開
- 『浅草姉妹』 : 製作日活、1960年7月13日公開
- 『闇を裂く口笛』 : 製作日活、1960年9月28日公開
- 『美しき抵抗』 : 製作日活、1960年12月21日公開
- 『花と娘と白い道』 : 製作日活、1961年3月6日公開
- 『胸の中の火』 : 製作日活、1961年4月10日公開
- 『舞妓の上京』 : 製作日活、1961年6月19日公開
- 『白い雲と少女』 : 製作日活、1961年9月20日公開
- 『ひとつのいのち』 : 製作日活、1962年1月27日公開
- 『君恋し』 : 製作日活、1962年2月3日公開
- 『太陽のように明るく』 : 製作日活、1962年5月13日公開
- 『泣くんじゃないぜ』 : 製作日活、1962年8月8日公開
- 『十代の河』 : 製作日活、1962年11月28日公開
- 『どん底だって平っちゃらさ』 : 製作日活、1963年3月27日公開
- 『交換日記』 : 製作日活、1963年5月26日公開
- 『美しい暦』 : 製作日活、1963年8月11日公開
- 『真白き富士の嶺』 : 製作日活、1963年11月1日公開
- 『こんにちは、20歳』 : 製作日活、1964年1月25日公開
- 『潮騒』 : 製作日活、1964年4月29日公開
- 『あゝ青春の胸の血は』 : 製作日活、1964年9月9日公開
- 『若草物語』 : 製作日活、1964年12月31日公開
- 『涙をありがとう』 : 製作日活、1965年4月29日公開
- 『青春のお通り』 : 製作日活、1965年7月14日公開
- 『ぼくどうして涙がでるの』 : 製作日活、1965年10月30日公開
- 『拳銃無宿 脱獄のブルース』 : 製作日活、1965年12月4日公開
- 『この虹の消える時にも』 : 製作日活、1966年1月27日公開
- 『青春ア・ゴーゴー』 : 製作日活、1966年3月27日公開
- 『涙になりたい』 : 製作日活、1966年5月18日公開
- 『風車のある街』 : 製作日活、1966年6月25日公開
- 『遙かなる慕情 星のフラメンコ』 : 製作日活、1966年8月26日公開
- 『続・東京流れ者 海は真っ赤な恋の色』 : 製作日活、1966年11月9日公開
- 『夕陽が泣いている』 : 製作日活、1967年5月20日公開
- 『恋人をさがそう』 : 製作日活、1967年5月20日公開
- 『花と果実』 : 製作日活、1967年8月26日公開
- 『愛は惜しみなく』 : 製作日活、1967年12月9日公開
- 『恋人と呼んでみたい』 : 製作日本ビクター/セントラル・アーティスツ・プロダクション、1968年2月1日公開
- 『ザ・スパイダースの大騒動』 : 製作日活、1968年5月18日公開
- 『だれの椅子?』 : 製作日活、1968年8月28日公開
- 『ある少女の告白 純潔』 : 製作日活、1968年12月14日公開
- 『夜の牝 花のいのち』 : 製作日活、1969年10月18日公開

- 『花の特攻隊 あゝ戦友よ』 : 製作日活、1970年5月16日公開
- 『花の高2トリオ 初恋時代』 : 製作ホリ企画制作、1975年8月2日公開
- 『マリモと少年』 : 製作中島プロダクション、短篇映画、1975年公開